# جزيرة صغيرة (بحر)

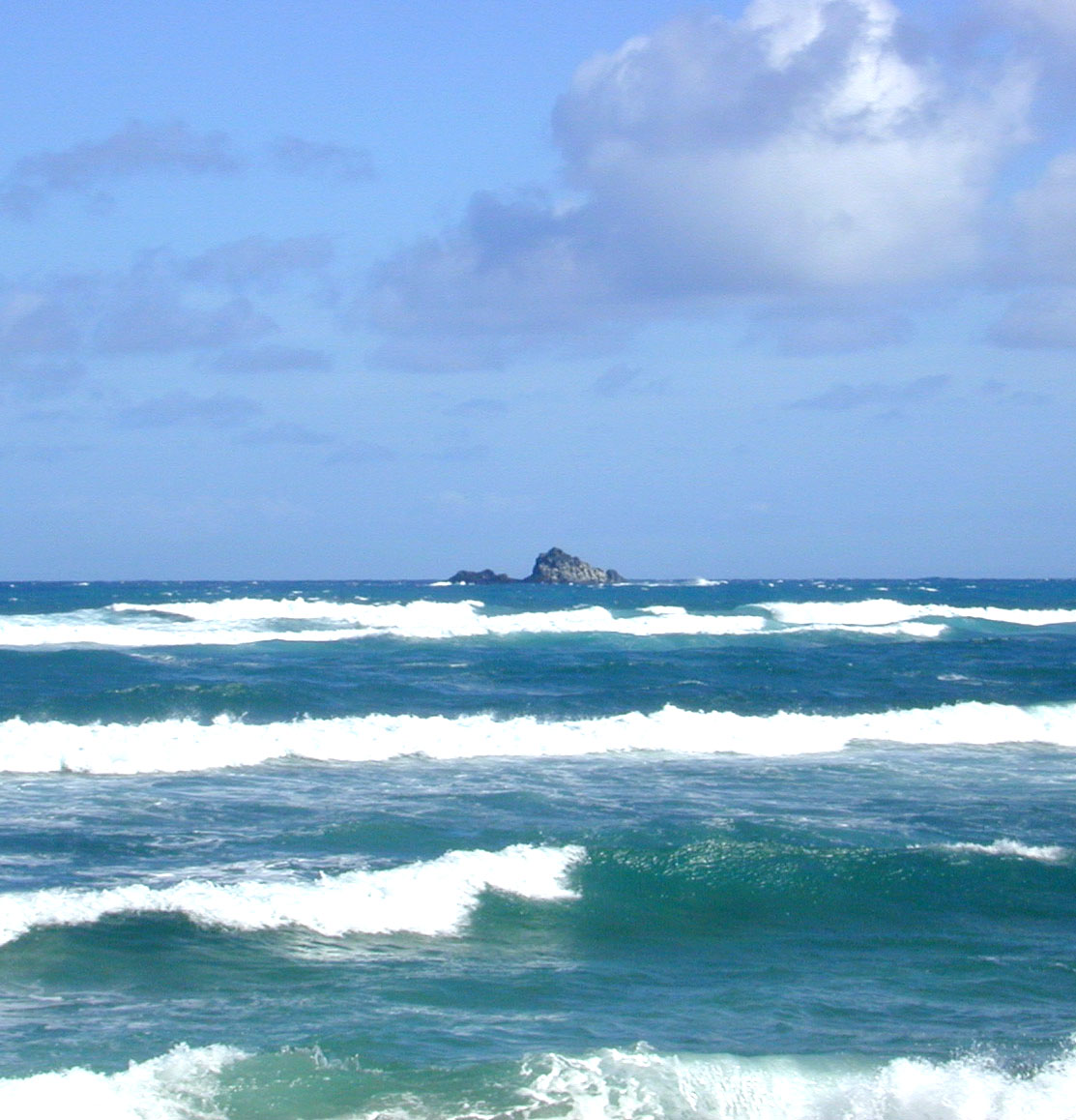
جُزَيْرة في هاواي

الجُزَيْرة (بالإنجليزية: Islet)‏ هي جزيرة صغيرة وسط مياه بحرية أو محيطية. معظم التعاريف ليست دقيقة، لكن أغلبها يشير إلى أن الجزيرة الصغيرة لا تملك غطاء نباتيًا أو تملك القليل منه، ولا يمكنها دعم الاستيطان البشري. قد تكون مكونة من الصخور أو الرمال أو المرجان، وقد تكون ظاهرة دائمًا أو في وقن الجزر فقط، وقد توجد في البحر أو الأنهار أو أي مسطح مائي آخر.